# Gene Kiniski
Eugene Nicholas Kiniski (Edmonton, 23 de novembro de 1928 - 14 de abril de 2010), mais conhecido pelo seu ring name Gene Kiniski foi um lutador de wrestling profissional canadense e pai dos também wrestlers Nick Kiniski e Kelly Kiniski. Kiniski foi um dos primeiros Campeões Mundiais no wrestling profissional após também praticar futebol, após Bronko Nagurski.